# رابین بریمز
رابین بریمز (انگلیسی: Robin Brims؛ زادهٔ ۲۷ ژوئن ۱۹۵۱) فرد نظامی اهل بریتانیا است. وی همچنین برندهٔ جوایزی همچون نشان حمام و نشان امپراتوری بریتانیا شده‌است.